# نيل بيشوب
نيل بيشوب (7 أغسطس 1981 في المملكة المتحدة - ) (بالإنجليزية: Neal Bishop)‏ هو لاعب كرة قدم بريطاني في مركز الوسط. شارك مع منتخب إنجلترا لكرة القدم C ‏. أما مع النوادي، فقد لعب مع سكونثورب يونايتد ونادي بارنت ونادي بلاكبول ونادي ميدلزبره ونادي يورك سيتي ونوتس كاونتي ونادي سكاربورو وويتبي تاون ‏ ونادي غيتزهد وبيلينغهام تاون ‏ وسبنيمور يونايتد ‏.

## وصلات خارجية
- نيل بيشوب على موقع قاعدة بيانات كرة القدم.إي يو (الإنجليزية)
- نيل بيشوب على موقع Soccerbase.com (لاعب) (الإنجليزية)